# ألكسيس سميث
ألكسيس سميث (بالإنجليزية: Alexis Smith)‏ (ولدت في 1949 في لوس أنجلوس في الولايات المتحدة - 02 يناير 2024) هي فنانة أمريكية، .